# Cunctochrysa bellifontensis
Cunctochrysa bellifontensis is een insect uit de familie van de gaasvliegen (Chrysopidae), die tot de orde netvleugeligen (Neuroptera) behoort. 
Cunctochrysa bellifontensis is voor het eerst wetenschappelijk beschreven door Leraut in 1988.